# Kolumba Gabriel
Kolumba Gabriel (wł. Colomba Gabriel, właśc. Janina Matylda Gabriel, imię zakonne Kolumba; ur. 3 maja 1858 w Stanisławowie (obecnie Ukraina), zm. 24 września 1926 w Rzymie) – polska zakonnica, założycielka Instytutu Benedyktynek od Miłości, ksieni klasztoru benedyktynek we Lwowie oraz błogosławiona Kościoła katolickiego.

## Życiorys

### Lata młodości
Urodziła się 3 maja 1858 na Kresach Wschodnich w Stanisławowie jako córka Rudolfa i Agnieszki z domu Rawskiej, przyjmując na chrzcie imiona Janina Matylda. Kiedy miała 8 lat rodzina przeprowadziła się do Lwowa. Dwa lata później zaczęła uczęszczać do państwowej szkoły imienia cesarzowej Elżbiety, ale po roku została przeniesiona do szkoły sióstr benedyktynek łacińskich, a potem do ormiańskich. Środowisko szkół zakonnych stało się dla niej inspiracją do poszukiwania drogi życia konsekrowanego.

### Powołanie zakonne

#### Klasztor we Lwowie
W lipcu 1873 mając ukończone 15 lat, zdecydowała o wstąpieniu do klasztoru sióstr benedyktynek łacińskich we Lwowie, rozpoczynając 25 lipca 1873 okres nowicjatu. 25 sierpnia 1874 odbyły się obłóczyny, połączone z wręczeniem habitu oraz przyjęciem imienia zakonnego: Kolumba. Z powodu młodego wieku nie można było dopuścić jej do ślubów wieczystych, więc skierowano ją na dalszą naukę do seminarium nauczycielskiego, które ukończyła we wrześniu 1876 egzaminem dyplomowym. Następnie w lutym 1879 pomyślnie zdała wydziałowy egzamin nauczycielski uprawniający do nauczania w szkole średniej. Przez kolejne trzy lata przygotowywała się do profesji wieczystej, pełniąc jednocześnie funkcję nauczycielki w szkole klasztornej. 6 sierpnia 1882 odbyła się profesja wieczysta. Rok po przyjęciu profesji złożyła wraz ze swymi współnowicjuszkami konsekrację dziewic, kończąc tym samym cały okres formacji zakonnej. W latach 1883–1888 pracowała jako nauczycielka w szkole.
W styczniu 1888 kapituła zakonna wybrała ją na kantorkę, czyli opiekunkę chóru, a ksieni klasztoru powierzyła jej także część spraw majątkowych konwentu (1888–1889), które zarezerwowane były dla subprzeoryszy. Następnie ksieni widząc jej zdolności organizacyjne przeforsowała w grudniu 1889 jej kandydaturę na przeoryszę, czyli swoją zastępczynię. 31 stycznia 1890 przewodniczyła ona pierwszemu posiedzeniu kapituły klasztornej. Funkcję przeoryszy pełniła ona do śmierci, 19 grudnia 1896 swojej przełożonej. Dwa dni później objęła jako najstarsza w hierarchii, kierownictwo lwowskiego konwentu. Długoletni spowiednik sióstr, bp pomocniczy archidiecezji lwowskiej Józef Weber wyznaczył na 24 stycznia 1897 termin wyboru nowej ksieni, na którą stosunkiem głosów 11:8 ostatecznie ją wybrano. Na tym stanowisku okazała się bardzo energiczna, wprowadzając duże ożywienie i nowe zasady funkcjonowania wspólnoty (m.in. redukcję urzędów w klasztorze i kumulację obowiązków). Podjęła się wówczas prowadzić nowicjat, rezygnując jednocześnie z powołania na urząd przeoryszy. Sama zamieszkała w skromnej celi udostępniając wolne pomieszczenie na salę szkolną.
Wkrótce, w lipcu 1899 zainicjowała budowę nowego domu wypoczynkowego dla benedyktynek w podlwowskich Lesienicach. Wykonanie wszystkich prac stolarskich w tym domu powierzyła Pawłowi Podruckiemu, byłemu wychowankowi klasztoru, który później okazał się oszustem przywłaszczając sobie sporą sumę pieniędzy, a jednocześnie skierował on dodatkowe, nieuzasadnione oskarżenia o charakterze obyczajowym w jej kierunku. W toku prowadzonego śledztwa sądowego i kurialnego uznano, że bezprawnie zadysponowała ona pieniędzmi, a władza duchowna lwowskiego Kościoła nakazała jej wyjechać z miasta.

#### Okres włoski
21 kwietnia 1900 opuściła Lwów, udając się do Włoch, gdzie w Rzymie zamieszkała u sióstr nazaretanek i gdzie spotkała Franciszkę Siedliską, założycielkę zakonu i późniejszą błogosławioną. Czekając na rozpatrzenie odwołania skierowanego do Stolicy Apostolskiej, wysłała listy do nowo wybranego lwowskiego metropolity abp. Józefa Bilczewskiego z prośbą o zgodę na powrót do klasztoru we Lwowie, który ostatecznie jej odmówił. Kuria watykańska nie zdołała również znaleźć żadnych podstaw do usunięcia jej ze zgromadzenia.
Wobec tej rzeczywistości została przyjęta do klasztoru benedyktynek w Subiaco, na co 3 czerwca 1902 wydała zgodę Kongregacja ds. Biskupów i Zakonników. Klasztor w Subiaco zażądał jednocześnie od klasztoru lwowskiego wypłacania rat pieniężnych na jej utrzymanie. Wkrótce nie znajdując porozumienia ze współsiostrami włoskimi, popadła w depresję. Po rocznym pobycie u nich postanowiła wystąpić z prośbą o eksklaustrację.
Decyzją Kurii Rzymskiej z 21 czerwca 1903 uzyskała zezwolenie na roczne opuszczenie klauzury. Z Subiaco latem 1903 wyjechała do Rzymu, gdzie zamieszkała u sióstr św. Karola, tuż obok bazyliki św. Piotra. Jesienią 1903 otrzymała dekret sekularyzacyjny. Od tego czasu aż do wiosny 1905 pozostawała w samotności, oddając się modlitwie i medytacjom. Następnie w połowie 1905 przeniosła się z pensjonatu św. Karola do pokoju w czteropiętrowej kamienicy przy ul. Via degli Scipioni i nawiązała kontakt z proboszczem miejscowej parafii ks. Canale, poświęcając się pracy charytatywnej na rzecz ludzi potrzebujących (m.in. dzieci).
Zrodził się u niej wówczas pomysł założenia nowego zgromadzenia, w którym mogłaby realizować swoje powołanie. Pomoc w załatwieniu spraw formalnych zaoferował wówczas o. Jacek Maria Cormier OP, świeżo mianowany generał dominikanów, późniejszy błogosławiony, którego poznała w 1900, w Rzymie. W tym samym czasie znalazła odpowiednie pomieszczenie w dzielnicy Testaccio na ochronkę dla dzieci, a 14 lipca 1907 wniosła podanie do papieża św. Piusa X o wsparcie finansowe tego dzieła, otrzymując w roku następnym jego aprobatę. Często przebywała wówczas w kościele Matki Bożej Królowej Pokoju na Piazza Navona, gdzie poznała proboszcza o. Vincenza Ceresiego, który zaproponował jej, by zajęła się opieką nad ubogimi dziewczętami przyjeżdżającymi do pracy. Po kilku miesiącach przygotowań otwarła 1 maja 1908 przy ul. Via dei Coronari 56, na terenie tej parafii dom dla dwudziestu dziewcząt, któremu nadano nazwę „Casa-Famiglia economica”. W wyniku powiększania się liczby pensjonariuszek, 1 października 1908 przeniosła dzieło, dzięki licznym darczyńcom do nowego obiektu przy ul. Via di Torre Argentina w pobliżu Panteonu. Wiosną 1910 pracowały z nią dwie polskie profeski i dwie włoskie postulantki, które chciały wybrać dalszą drogę życia zakonnego. Generał benedyktynów Hildebrand de Hemptinne OSB skierował wówczas prośbę do wikariatu Rzymu o pozwolenie na obłóczyny postulantek i złożenie przez nie ślubów czasowych. Kardynał Pietro Respighi wydał zgodę i 1 czerwca tegoż roku odbyły się uroczystości z udziałem dwóch kandydatek, którym przewodniczył ks. prałat Faberi. Na przełomie 1912 i 1913 kolejne dwie kandydatki przystąpiły do obłóczyn. Dzięki jej zaradności udało się zorganizować dom przy ul. Via Nomentana z przeznaczeniem na nowicjat dla przyszłych sióstr.

### U schyłku życia
W życiu codziennym cechowała ją prostota, ubóstwo, poświęcenie i bezinteresowność. Przez cały okres rzymski chodziła tylko w jednym habicie i w jednej parze obuwia. Pod koniec życia zajęła się opracowaniem konstytucji zgromadzenia, noszącego nazwę Instytutu Sióstr Benedyktynek od Miłości (wł. L’Istituto delle Suore Benedittine di Carità), które 5 marca 1926 zostało urzędowo zatwierdzone.
Próbowała przeszczepić zgromadzenie sióstr do odrodzonej Polski, ale bez powodzenia. Udało się jej jedynie erygować jeszcze dwa nowe domy na Sardynii oraz przenieść dom generalny zgromadzenia do Centocelle, na przedmieściach Rzymu, gdzie zmarła 24 września 1926. Została początkowo pochowana na cmentarzu, po czym w listopadzie 1983 przeniesiono jej ciało z grobowca zgromadzenia, w którym spoczywało od 1958, do kaplicy domu generalnego w Centocelle.

## Proces beatyfikacji
Z inicjatywy Sióstr Instytutu Benedyktynek od Miłości w Rzymie przekonanych o świątobliwości jej życia podjęto próbę wyniesienia jej na ołtarze. Impuls do rozpoczęcia procesu beatyfikacyjnego wyszedł od bp. Biaggio Terrenoniego z Avezzano w 1981. 16 czerwca 1983 Stolica Apostolska wydała zgodę tzw. Nihil obstat zezwalającą na rozpoczęcie procesu jej beatyfikacji. Postulatorem procesu został benedyktyn o. Giuseppe Tamburino OSB, który zbierał potrzebną dokumentację. Wyjeżdżał on nawet do Polski, gdzie uzyskał w 1986 pomoc od abp. krakowskiego Franciszka Macharskiego, który wyznaczył komisję historyczną. Po przeprowadzonym procesie diecezjalnym, Stolica Apostolska 20 czerwca 1986 potwierdziła jego ważność, po czym w 1988 złożono tzw. Positio wymagane w dalszej procedurze beatyfikacyjnej. Po odbytym 28 listopada 1989 posiedzeniu konsultorów teologicznych oraz sesji kardynałów i biskupów Kongregacji Spraw Kanonizacyjnych 8 maja 1990, papież Jan Paweł II wydał zgodę na promulgowanie 10 czerwca 1990 dekretu o heroiczności jej cnót. Odtąd przysługiwał jej tytuł Czcigodnej Służebnicy Bożej.
Potrzebny do beatyfikacji był cud za jej przyczyną, jakim okazało się powrócenie do życia po śmierci klinicznej mieszkańca Padwy. Komisja po dwuletniej analizie uznała 21 grudnia 1992 cudowne uzdrowienie za wymagane prawem kanonicznym i sprawa doczekała się swego pomyślnego zakończenia, po czym papież Jan Paweł II dokonał jej beatyfikacji 16 maja 1993 w bazylice św. Piotra w Rzymie wraz z trojgiem innych Czcigodnych Sług Bożych: Marią Ludwiką od Jezusa, Florydą Cevoli i Maurycym Tornayem. W wygłoszonej homilii Jan Paweł II powiedział m.in.:

Matko Kolumbo, jakże aktualna jest misja, którą podjęłaś i przekazałaś swoim córkom! Dziś bardziej niż kiedykolwiek młode pokolenia potrzebują przewodnictwa wiernych świadków Boga: poszukują ludzi wzywających do życia głosem Chrystusa, który żyje. Młodzi proszą – czasem może nie wprost – o prawdziwych wychowawców, ożywionych głębokim zmysłem duchowego macierzyństwa i ojcostwa, które się nie narzuca ani nie poddaje rezygnacji, ale wyzwala mocą prawdy i miłości, mocą łagodności, którą tylko Bóg może dać.

Jej wspomnienie liturgiczne obchodzone jest 24 września (dies natalis).